# Boxeuropameisterschaften 1939
Die 6. Herren-Boxeuropameisterschaften der Amateure wurden vom 18. bis 22. April 1939 in Dublin, Irland, ausgetragen.
Es wurden Titel in acht Gewichtsklassen vergeben. Irland und Italien erhielten jeweils zwei Titel, Polen, Deutschland, Estland und Schweden jeweils einen.

## Ergebnisse
| Klasse            | Gold                         | Silber                         | Bronze                    |
| Fliegengewicht    | James Addison Ingle Irland   | Nikolaus Obermauer Deutschland | Guido Nardecchia Italien  |
| Bantamgewicht     | Ulderico Sergo Italien       | Miksa Bondi Ungarn             | Erich Wilke Deutschland   |
| Federgewicht      | Patrick Dowdall Irland       | Antoni Czortek Polen           | Lambert Genot Belgien     |
| Leichtgewicht     | Herbert Nürnberg Deutschland | Harald Kanepi Estland          | Zbigniew Kowalski Polen   |
| Weltergewicht     | Antoni Kolczyński Polen      | Erik Ågren Schweden            | Charles Evenden Irland    |
| Mittelgewicht     | Anton Raadik Estland         | Józef Pisarski Polen           | Oscar Ågren Schweden      |
| Halbschwergewicht | Luigi Musina Italien         | Franciszek Szymura Polen       | Lajos Szigeti Ungarn      |
| Schwergewicht     | Olle Tandberg Schweden       | Nemesio Lazzari Italien        | Herbert Runge Deutschland |

## Medaillenspiegel
| Rang | Land               | Gold | Silber | Bronze | Gesamt |
| ---- | ------------------ | ---- | ------ | ------ | ------ |
| 01   | Königreich Italien | 2    | 1      | 1      | 4      |
| 02   | Irland             | 2    | 0      | 1      | 3      |
| 03   | Polen              | 1    | 3      | 1      | 5      |
| 04   | Deutsches Reich    | 1    | 1      | 2      | 4      |
| 05   | Schweden           | 1    | 1      | 1      | 3      |
| 06   | Estland            | 1    | 1      | 0      | 2      |
| 07   | Ungarn             | 0    | 1      | 1      | 2      |
| 08   | Belgien            | 0    | 0      | 1      | 1      |
|      | Gesamt             | 8    | 8      | 8      | 24     |